# 거트루드 로런스
거트루드 로런스(Gertrude Lawrence, 1898년 7월 4일 ~ 1952년 9월 6일)는 잉글랜드의 배우, 가수, 댄서이다.